# Torta Sacher
La torta Sacher (ted. Sachertorte) è una torta al cioccolato inventata dal pasticciere, allora sedicenne, Franz Sacher per il principe Klemens von Metternich il 9 luglio 1832 a Vienna, in Austria.

## Storia
L'invenzione della Sachertorte risale al periodo della Restaurazione, quando alle dipendenze del cancelliere austriaco Klemens von Metternich vi era l'apprendista cuoco pasticciere Franz Sacher, che amava particolarmente il cioccolato. A causa dell’improvvisa malattia del capocuoco, il giovane creò il dolce che venne poi servito come dessert di un pranzo ufficiale.

## Il dolce
La torta consiste in due strati di pan di Spagna al cioccolato leggero con al centro un sottile strato di confettura di albicocche. Il tutto risulta ricoperto di uno strato di glassa di cioccolato fondente. La ricetta originale prevedeva 18 albumi e 14 tuorli.
La torta Sacher viene servita a una temperatura di 16-18 gradi, tradizionalmente accompagnata con panna montata non dolce e una tazza di caffè o tè (molti viennesi, infatti, considerano la Sachertorte troppo "secca" per essere mangiata senza). Ci sono due ricette ufficiali; perciò per due volte è sorta una causa legale tra i negozi viennesi di paste Sacher e Demel per stabilire a chi dei due è permesso vendere la Sachertorte "originale".
Ancor oggi i segreti della torta Sacher sono gelosamente custoditi dalla pasticceria dell'Hotel Sacher di Vienna, che ne produce artigianalmente oltre 270 000 pezzi all'anno. La Sachertorte originale è protetta da un marchio di fabbrica e, ad oggi, non esistono al mondo licenze per la rivendita di questo prodotto. Esistono invece centinaia, forse migliaia di imitazioni. Oltre all'Hotel Sacher di Vienna, la torta Sacher originale si può trovare anche all'Hotel Sacher di Salisburgo, presso le filiali Cafè Sacher di Innsbruck e Graz, presso la zona duty-free dell'aeroporto di Vienna e nell'on-line shop nel sito ufficiale dell'Hotel Sacher. Fuori dall'Austria invece gli unici posti dove la si può trovare sono il Caffè Sacher di Trieste e il Sacher Shop di Bolzano, oggi chiuso definitivamente.

## Nella cultura di massa
La torta Sacher è protagonista di una scena del film Bianca di Nanni Moretti (1984). La scena divenne in breve tempo paradigmatica del cinema di Moretti, tanto che questi, quando nel 1987 fondò insieme ad Angelo Barbagallo la propria casa di distribuzione cinematografica, la chiamò Sacher Film, e nel 1989 istituì un riconoscimento per il migliore film dell'anno, il Premio Sacher; nel 1991, poi, acquisita la gestione del Nuovo Cinema, una vecchia sala di proiezione dei Monopoli di Stato a Roma nel rione di Trastevere, lo ribattezzò Nuovo Sacher.